# Pericoma californica
Pericoma californica és una espècie d'insecte dípter pertanyent a la família dels psicòdids que es troba a Nord-amèrica: des d'Alaska fins a Califòrnia i Nebraska.